# Achelia borealis
Achelia borealis là một loài nhện biển trong họ Ammotheidae. Loài này thuộc chi Achelia. Achelia borealis được miêu tả năm 1895 voor het eerst wetenschappelijk bởi Schimkewitsch.